# Fachhandel
Der Fachhandel ist ein Handelsformat aus der Einzelhandelsbranche. Er zeichnet sich durch ein breit und tief gegliedertes Sortiment einer Branche aus. 
Unterschieden wird bei dem Fachhandel in Fachgeschäfte, deutlich großflächigere Fachmärkte sowie dem Spezialversender. Darüber hinaus verfügt der Fachhandel auch über ein spezielles Sortiment mit mittlerer bis hoher Produktqualität und Beratung durch fachkundiges Personal.